# Xã Monroe, Quận Andrew, Missouri
Xã Monroe (tiếng Anh: Monroe Township) là một xã thuộc quận Andrew, tiểu bang Missouri, Hoa Kỳ. Năm 2010, dân số của xã này là 793 người.